# Жимолость покрывальная
Жимолость покрывальная (лат. Lonicera involucrata) — кустарник, вид рода Жимолость (Lonicera) семейства Жимолостные (Caprifoliaceae).

## Экология и ареал
Естественный ареал жимолости покрывальной — Северная Америка (от Аляски на севере до Мексики на юге и до Квебека на востоке).
Встречается на лугах и скалистых местах, по берегам рек.

## Ботаническое описание
- Кустарник высотой до 3 м. Молодые побеги голые, слабо четырёхгранные. Конечная почка развита.
- Листья 5—12 см длиной и 2,5—4,5 см шириной, продолговато-яйцевидные или продолговато-обратнояйцевидные, с клиновидным основанием, к концу заострённые, ярко-зелёные, голые, в молодости слабо опушённые, редко реснитчатые.
- Цветки парные, располагаются на прямостоячих цветоносах около 1,5—3 см длиной, жёлтого или слегка красноватого цвета. Венчик трубчатой формы, густо железисто опушённый. Чашечка скрыта прицветниками. Прицветники крупные по краю реснитчатые, яйцевидной или широкояйцевидной формы, густо опушённые, острые, зелёного, при основании пурпурового цвета. Тычинки почти одной длины с венчиком. Столбик пестика голый, немного длиннее тычинок.
- Плоды — ягоды шаровидной формы, блестяще-чёрного цвета, просвечивающие. Семена чёрные, эллиптической формы, около 3 мм длиной, 2 мм шириной и 0,3 мм толщиной.
- Цветёт в мае—июне (редко в июле). Плодоносит в июне—июле.

## Таксономия
Вид Жимолость покрывальная входит в род Жимолость (Lonicera) семейства Жимолостные (Caprifoliaceae) порядка Ворсянкоцветные (Dipsacales).
|  |                                      |  |                                                             |                                                             |                       |  | ещё 6 семейств (согласно Системе APG II) | ещё 6 семейств (согласно Системе APG II) |                            |  |  |  | ещё около 180 видов                                | ещё около 180 видов                                         |  |  |
|  |                                      |  |                                                             |                                                             |                       |  | ещё 6 семейств (согласно Системе APG II) | ещё 6 семейств (согласно Системе APG II) |                            |  |  |  | ещё около 180 видов                                | ещё около 180 видов                                         |  |  |
|  |                                      |  |                                                             | порядок Ворсянкоцветные                                     |                       |  |                                          |                                          | род Жимолость              |  |  |  |                                                    | типовая разновидность Lonicera involucrata var. involucrata |  |  |
|  |                                      |  |                                                             | порядок Ворсянкоцветные                                     |                       |  |                                          |                                          | род Жимолость              |  |  |  |                                                    | типовая разновидность Lonicera involucrata var. involucrata |  |  |
|  | отдел Цветковые, или Покрытосеменные |  |                                                             |                                                             | семейство Жимолостные |  |                                          |                                          | вид Жимолость покрывальная |  |  |  |                                                    |                                                             |  |  |
|  | отдел Цветковые, или Покрытосеменные |  |                                                             |                                                             |                       |  |                                          |                                          |                            |  |  |  |                                                    |                                                             |  |  |
|  |                                      |  | ещё 44 порядка цветковых растений (согласно Системе APG II) | ещё 44 порядка цветковых растений (согласно Системе APG II) |                       |  |                                          | ещё 4 рода                               | ещё 4 рода                 |  |  |  | разновидность Lonicera involucrata var. ledebourii |                                                             |  |  |
|  |                                      |  |                                                             | ещё 44 порядка цветковых растений (согласно Системе APG II) |                       |  |                                          |                                          | ещё 4 рода                 |  |  |  |                                                    |                                                             |  |  |